# The Daily Star
The Daily Star è un quotidiano tabloid britannico, edito dalla Northern & Shell e diretto da Dawn Neesom.
Fu pubblicato la prima volta il 2 novembre 1978 e fu il primo nuovo giornale nazionale ad essere lanciato dopo il Daily Mirror nel 1903.
Per molti anni fu pubblicato da lunedì al sabato fino al 15 settembre 2002 quando uscì anche l'edizione domenicale, edita da Gareth Morgan.